# 러시아의 도네츠크 포격 (2014년)
러시아 도네츠크 포격은 2014년 7월 13일 우크라이나에서 발사된 포가 국경 마을인 러시아 로스토프주의 도네츠크의 주거지에 떨어진 사건이다. 이 포격으로 민간인 1명이 시망했으며 2명이 부상을 입었다.

## 배경
2014년 2월부터 도네츠크주와 루한스크주 지역에서는 친러시아 시위가 시작되었으며 4월부터는 돈바스 전쟁이 발발하게 된다. 우크라이나 정부는 2014년 7월 반격을 시작하여 반정부군이 점령한 영토 상당수를 탈환했다.
포격 이틀 전인 7월 11일 금요일, 우크라이나 지상군이 반정부 반군의 BM-21 미사일 공격을 받아 군인 23명이 사망했다. 이에 대해, 우크라이나의 대통령 페트로 포로셴코는 "모든 군인의 생명을 위해 무장 세력에 대해 수십, 수백 배의 대가를 치르게 할 것이다"라고 말했다.
7월 12일 토요일, 로스토프 지역 러시아 연방보안국이 현지 시각 03:00에 로스토프 주의 쿠이비셰브스키 구의 러시아 국경수비대가 우크라이나군의 공격을 받고 있다고 주장했다. 러시아 국경수비대가 반격하자 총격이 멎었다고 말했다. 또한, 우크라이나 내무부가 같은 날 마리노브카 국경 검문소가 쿠이비셰브스키 구의 러시아군에게 "포격을 받았다"라고 주장했고, 러시아의 무인 항공기가 우크라이나 영공을 침범했다고 말했다.

## 포격
7월 13일 일요일, 최대 6개의 박격포 포탄이 훨씬 더 큰 우크라이나 도시와 이름이 같은, 5만 명이 거주하고 있고 우크라이나-러시아 국경에서 1km 정도 떨어져 있는 러시아 도네츠크에 떨어졌다. 박격포 포탄이 개인 집의 안뜰에 떨어지면서 46세 남성이 사망하고 다른 2명이 부상을 입었다.
현지 관계자에 따르면, 이 포격은 우크라이나로부터 왔다고 말했다. 러시아 관계자는 적어도 7개의 포탄이 러시아 로스토프 주로 떨어졌다고 말했다. 러시아 관리는 우크라이나의 근처 국경 도시에서 날라왔다고 말했으며, 우크라이나는 반군이 과거 우크라이나군이 사용한 포를 노획하여 발사했다고 말했다. 지역 정부 관계자는 포격은 대략 09:20 경에 일어났다고 말했다.
포격으로 사망한 사람의 딸에 의하면, 그녀는 "한밤중에 깨어났다"(그러므로 오전 9시 20분에 일어났다는 지역 정부 관계자의 말과 모순된다)라고 말했고 그러고 나서 남동생의 비명소리를 듣고 집 밖으로 나갈 때 아버지의 비명을 들었다고 말했다. 이후, 그녀와 그녀의 오빠가 현관에 가서 죽은 아버지를 발견했다고 말했다.
우크라이나는 자신이 이 포격을 했다는 것을 부인하고 친러시아 무장 반군이 위장술책 공격으로 포격을 벌었다고 주장했다. 우크라이나 국가방위군은 포격이 날라온 지점에 배치된 적이 없었다고 말했다.

## 여파
이 사고로 러시아가 "대응"할 것이라고 말하면서 러시아와 우크라이나 사이 긴장이 증가했다. 러시아는 우크라이나 국경 근처 군사를 대상으로 "외과적 폭격"을 할 것이라고는 말했지만 우크라이나에 대한 본격적인 침공은 아니라고 말했다.
러시아는 유엔 안전 보장 이사회의 상임이사국 4개 국가인 중국, 프랑스, 영국, 미국을 포함한 8개 국가에게 포격을 받은 장소를 보여주면서 군사무관 파견을 요구했다.
유럽 안보 협력 기구의 회원국 11개국과 해외 저널리스트는 우크라이나에서 영토에서 발사한 것으로 추측한 지점을 감시했다. 독일 육군무관인 준장 라이너 셰벨은 "러시아는 이 사건을 은폐하지 않는다. 우리는 이 상황을 이해해야 한다"라고 말했다.

## 반응

### 국가
- 러시아 – 러시아의 외무차관 그레고리 카라신은 7월 13일 라디오 인터뷰에서 우크라이나군이 포격을 했으며 이는 "돌이킬 수 없는 결과"를 낳을 수 있다고 말했다.[1] 모스크바의 우크라이나 chargé d'affaires는 러시아 외무부에 소환되어 항의 메모를 받았다.[6]
코메르산트는 7월 14일 모스크바 크렘린과 가까운 소식통을 통해 러시아는 우크라이나가 러시아 영토에 포격한 것에 대응하여 우크라이나군을 공습하는 것을 고려하고 있다고 말했다.[2] 여기서 소식통에서는 "우리의 인내심은 무한하지 않으며", 러시아가 "(우크라이나의) 발사 지점을 정확하게 알고 있다"라고 말했다.[2] 러시아 대통령 블라디미르 푸틴의 대변인인 드미트리 페스코프가 코메르산트 제보에 관해 물었을 때, "그건 사실이 아니며, 우리와 상관이 없으며 말이 되지 않는다"라고 말했다.[15] 또한, 연방평의회 부의장인 예브게니 부쉬민은 다음과 같이 "우리는 이스라엘과 같이, 폭탄을 발사한 (우크라이나) 곳을 파괴할 정밀 무기를 사용할 필요가 있다"라면서 군사적 대응을 촉구했다.[16]

- 우크라이나 – 우크라이나 국가 안보 및 방위위원회의 대변인 안드레이 리셴코는 러시아의 주장은 "완전히 말이 되지 않으며" 우크라이나군이 포격의 범인이라는 주장을 부인했다.[17] 리셴코는 반군이 모스크바의 개입을 촉구하기 위해 스스로 벌인 위장술책이라고 말했다.[17] 또한, 대통령 페트로 포로셴코는 러시아가 우크라이나 국경을 넘어 군대를 보낸 것에 대해 비난했다.[17]

### 미승인 분쟁지역
- 노보로시야 연방국 – 반군은 이 공격을 했음을 부인했다.[17] 도네츠크 인민 공화국의 부총리 안드레이 푸르긴은 모스크바 라디오 방송국에서 "우리는 모든 우크라이나군의 포격에 비난받는 것에 익숙해 있다"라고 말했다.[6]